# 徳増秀樹
徳増 秀樹（とくます ひでき、1974年11月29日 - ）は、静岡県出身の競艇選手。登録番号3744。身長166cm。血液型A型。75期。静岡支部所属。紺綬褒章受章(令和3年)。同支部の坪井康晴は高校の後輩。同期に高濱芳久、濱村美鹿子、今坂勝広らがいる。

## 来歴
- 1994年11月、浜名湖競艇場でデビュー。
- 1995年2月、浜名湖競艇場で初勝利。
- 1997年8月17日、津競艇場での「納涼しぶき杯」で初優勝。
- 2003年11月25日、琵琶湖競艇場での「第6回競艇王チャレンジカップ競走」にSG初出場。
- 2006年、最多勝選手に選ばれる。
- 2009年5月23日、桐生競艇場での「第16回桐生タイムス杯」最終日にて通算1000勝達成。
- 2009年7月26日、若松競艇場での「第14回オーシャンカップ競走」でSG初優出（3着）。
- 2010年3月31日、浜名湖競艇場での「静岡県知事杯争奪戦 G1浜名湖賞 開設56周年記念」でG1初優勝。
- 2010年8月28日、蒲郡競艇場での「第56回モーターボート記念競走」準優勝戦でスタート事故、罰則（SG4節とG1,G2 3カ月の選出除外）により、出場が決まっていた直後の全日本選手権競走は取り消され、G1初優勝で得た2011年の総理大臣杯競走は出場不可能になり、総理大臣杯が開催中止で代替の「東日本復興支援競走」にも斡旋されなかった。
- 2015年2月28日、ボートレース徳山での一般戦「すなっちウインターカップ」最終日、第12R優勝戦を勝利し、13人目となる全24場制覇を達成[1]。
- 2020年6月28日、ボートレース宮島で開催されたSG第30回グランドチャンピオンにおいてSG優出10回目にしてSG初優勝。（75期生としても初優勝）またこの節の節間成績は2着を1回取った以外は全て1着だった。（因みに唯一2着だったレースで1着だったのは赤岩善生選手である）
- 2021年1月30日、公益のため多額の私財を寄附したことから紺綬褒章を授与された[2][3]。

## SG・G1・G2優勝歴

### SG
- 第30回グランドチャンピオン（2020年）

### G1
- 浜名湖賞 開設56周年記念競走（2010年） （2011年の総理大臣杯競走の出場権を得ていたが、フライングによる罰則により出場資格を失った。）
- 尼崎センプルカップ 開設61周年記念競走（2013年）
- 第63回東海地区選手権競走（2018年）
- 第68回東海地区選手権競走（2023年）